# فلورنتينو ألفاريز ميسا
فلورنتينو ألفاريز ميسا (بالإسبانية: Florentino Álvarez-Mesa) هو كاتب وصحفي وسياسي إسباني، ولد في 1846 في أفيليس في إسبانيا، وتوفي بنفس المكان في 14 أكتوبر 1926.